# Philips Arena
Philips Arena je sportovní stadion nacházející se ve městě Atlanta ve státě Georgie. Byl postaven pro hokejový tým Atlanta Thrashers v roce 1999 na místě bývalého Omni Colisea.
Výstavba stadionu započala v roce 1997 zbouráním zmíněného Omni Colisea. Hlavním důvodem stavby Philips Areny byla skutečnost, že se hokejisté znovu vrátili po 21 letech do Atlanty, ale stará aréna nevyhovovala.